# William Kvist
William Kvist Jørgensen (Hvidovre, 1985. február 24. –) dán válogatott labdarúgó, jelenleg a VfB Stuttgart játékosa.

## Pályafutása

### Klubcsapatban
Az FC Kopenhagen csapatánál kezdte pályafutását, több mint 200 mérkőzést játszott a csapatban. 2011-ben a VfB Stuttgart csapatához igazolt 3 500 000 €-ért.

### A válogatottban
29 alkalommal játszott a válogatottban, gólt nem szerzett.